# Campeonato Mundial de Esportes Aquáticos de 2003
O Campeonato Mundial de Esportes Aquáticos de 2003 foi a décima edição do Campeonato Mundial de Esportes Aquáticos. Foi realizado na cidade de Barcelona, na Espanha, de 12 a 27 de julho.

## Esportes
- Maratona Aquática
- Nado Sincronizado
- Natação
- Pólo Aquático
- Saltos Ornamentais

## Quadro de Medalhas
| #  | País                | Gold. | Silver. | Bronze. | Total |
| -- | ------------------- | ----- | ------- | ------- | ----- |
| 1  | Estados Unidos      | 12    | 13      | 5       | 30    |
| 2  | Rússia              | 10    | 5       | 6       | 21    |
| 3  | Austrália           | 8     | 12      | 7       | 27    |
| 4  | China               | 7     | 4       | 8       | 19    |
| 5  | Alemanha            | 5     | 6       | 5       | 16    |
| 6  | Japão               | 3     | 3       | 3       | 9     |
| 7  | Países Baixos       | 3     | 2       | 2       | 7     |
| 8  | Reino Unido         | 2     | 3       | 3       | 8     |
| 9  | Ucrânia             | 2     | 3       | 2       | 7     |
| 10 | Itália              | 2     | 2       | 1       | 5     |
| 11 | Canadá              | 2     | 0       | 1       | 3     |
| 12 | Hungria             | 1     | 4       | 1       | 6     |
| 13 | Espanha             | 1     | 2       | 3       | 6     |
| 14 | Polónia             | 1     | 1       | 0       | 2     |
| 15 | França              | 1     | 0       | 2       | 3     |
| 16 | Finlândia           | 1     | 0       | 1       | 2     |
| 17 | Bielorrússia        | 1     | 0       | 0       | 1     |
| 18 | Chéquia             | 0     | 2       | 0       | 2     |
| 19 | Eslováquia          | 0     | 1       | 1       | 2     |
| 20 | Croácia             | 0     | 1       | 0       | 1     |
|    | Dinamarca           | 0     | 1       | 0       | 1     |
| 22 | Roménia             | 0     | 0       | 2       | 2     |
| 23 | Bulgária            | 0     | 0       | 1       | 1     |
|    | México              | 0     | 0       | 1       | 1     |
|    | Sérvia e Montenegro | 0     | 0       | 1       | 1     |
|    | África do Sul       | 0     | 0       | 1       | 1     |
|    | Suécia              | 0     | 0       | 1       | 1     |
|    | Tunísia             | 0     | 0       | 1       | 1     |

## Resultados

### Masculino

#### Saltos Ornamentais
| Evento:       | Ouro:                                     | Pontos | Prata:                                  | Pontos | Bronze:                                     | Pontos |
| Individual:   |                                           |        |                                         |        |                                             |        |
| 1 m           | Xiang Xu China                            | 431.94 | Wang Kenan China                        | 412.41 | Joona Puhakka Finlândia                     | 391.26 |
| 3 m           | Alexander Dobrosok Rússia                 | 788.37 | Peng Bo China                           | 780.84 | Dmitri Sautin Rússia                        | 776.64 |
| 10 m          | Alexandre Despatie Canadá                 | 716.91 | Mathew Helm Austrália                   | 697.74 | Tian Liang China                            | 696.06 |
| Sincronizado: |                                           |        |                                         |        |                                             |        |
| 3 m           | Alexander Dobrosok e Dmitri Sautin Rússia | 369.18 | Wang Tianling e Wang Feng China         | 343.29 | Andreas Wels e Tobias Schellenberg Alemanha | 334.44 |
| 10 m          | Mathew Helm e Robert Newbery Austrália    | 384.60 | Roman Volodkov e Anton Zakharov Ucrânia | 372.60 | Tian Liang e Hu Jia China                   | 367.14 |

#### Maratona Aquática
| Evento: | Ouro:                    | Tempo     | Prata:                  | Tempo     | Bronze:                  | Tempo     |
| 5 km    | Evgeni Kochkarov Rússia  | 53.11.9   | Christian Hein Alemanha | 53.13.9   | Vladimir Dyatchin Rússia | 53.14.8   |
| 10 km   | Vladimir Dyatchin Rússia | 1:50.58.8 | Christian Hein Alemanha | 1:51.06.5 | David Meca Espanha       | 1:51.08.4 |
| 25 km   | Yuri Kudinov Rússia      | 5:02.20.0 | David Meca Espanha      | 5:02.20.4 | Petar Stoychev Bulgária  | 5:02.20.6 |

#### Natação
| Evento:          | Ouro:           | Tempo        | Prata:                         | Tempo    | Bronze:                   | Tempo    |
| Livre:           |                 |              |                                |          |                           |          |
| 50 m             | Alexander Popov | 21.92 (CR)   | Mark Foster                    | 22.20    | Pieter van den Hoogenband | 22.29    |
| 100 m            | Alexander Popov | 48.42        | Pieter van den Hoogenband      | 48.68    | Ian Thorpe                | 48.77    |
| 200 m            | Ian Thorpe      | 1:45.14      | Pieter van den Hoogenband      | 1:46.43  | Grant Hackett             | 1:46.85  |
| 400 m            | Ian Thorpe      | 3:42.58      | Grant Hackett                  | 3:45.17  | Dragos Coman              | 3:46.87  |
| 800 m            | Grant Hackett   | 7:43.82      | Larsen Jensen                  | 7:48.09  | Igor Chervynskyi          | 7:53.15  |
| 1500 m           | Grant Hackett   | 14:43.14     | Igor Chervynskyi               | 15:01.04 | Erik Vendt                | 15:01.28 |
| Costas:          |                 |              |                                |          |                           |          |
| 50 m             | Thomas Rupprath | 24.80 (WR)   | Matt Welsh                     | 25.01    | Johannes Zandberg         | 25.07    |
| 100 m            | Aaron Peirsol   | 53.61 (CR)   | Arkady Vyatchanin & Matt Welsh | 53.92    | Nenhuma                   |          |
| 200 m            | Aaron Peirsol   | 1:55.92      | Gordan Kožulj                  | 1:57.47  | Simon Dufour              | 1:57.90  |
| Peito:           |                 |              |                                |          |                           |          |
| 50 m             | James Gibson    | 27.56        | Oleg Lisogor                   | 27.74    | Mihaly Flaskay            | 27.79    |
| 100 m            | Kosuke Kitajima | 59.78 (WR)   | Brendan Hansen                 | 1:00.21  | James Gibson              | 1:00.37  |
| 200 m            | Kosuke Kitajima | 2:09.42 (WR) | Ian Edmond                     | 2:10.92  | Brendan Hansen            | 2:11.11  |
| Borboleta:       |                 |              |                                |          |                           |          |
| 50 m             | Matt Welsh      | 23.43 (WR)   | Ian Crocker                    | 23.62    | Evgueni Korotychkine      | 23.73    |
| 100 m            | Ian Crocker     | 50.98 (WR)   | Michael Phelps                 | 51.10    | Andrei Serdinov           | 51.59    |
| 200 m            | Michael Phelps  | 1:54.35      | Takashi Yamamoto               | 1:55.52  | Tom Malchow               | 1:55.66  |
| Medley           |                 |              |                                |          |                           |          |
| 200 m            | Michael Phelps  | 1:56.04 (WR) | Ian Thorpe                     | 1:59.66  | Massimiliano Rosolino     | 1:59.71  |
| 400 m            | Michael Phelps  | 4:09.09 (WR) | László Cseh                    | 4:10.79  | Oussama Mellouli          | 4:15.36  |
| Revezamentos     |                 |              |                                |          |                           |          |
| 4 x 100 m Livre  | Rússia          | 3:14.06      | Estados Unidos                 | 3:14.80  | França                    | 3:15.66  |
| 4 x 200 m Livre  | Austrália       | 7:08.58      | Estados Unidos                 | 7:10.26  | Alemanha                  | 7:14.02  |
| 4 x 100 m Medley | Estados Unidos  | 3:31.54 (WR) | Rússia                         | 3:34.72  | Japão                     | 3:36.12  |

Legenda
| Recorde mundial       | Recorde mundial (World record)               |                       | Recorde africano                      | Recorde africano (African) |                                           | Q | Classificado por posição (Qualified) |
| Recorde do campeonato | Recorde do campeonato (Championship record)  | Recorde da América    | Recorde da América (Americas)         | q                          | Classificado por melhor tempo (Qualified) |   |                                      |
| Melhor marca do ano   | Melhor marca do ano (World leading)          | Recorde asiático      | Recorde asiático (Asian)              | DNS                        | Não largou (Did not start)                |   |                                      |
| Recorde nacional      | Recorde nacional (National record)           | Recorde europeu       | Recorde europeu (European)            | DNF                        | Não terminou (Did not finish)             |   |                                      |
| Recorde pessoal       | Recorde pessoal do atleta (Personal best)    | Recorde da Oceania    | Recorde da Oceania (Oceania)          | DSQ / DQ                   | Desclassificado (Disqualified)            |   |                                      |
| Recorde da temporada  | Recorde da temporada do atleta (Season best) | Recorde sul-americano | Recorde sul-americano (South America) | NM                         | Sem marca (No mark)                       |   |                                      |

#### Pólo Aquático
| Evento    | Ouro    | Prata  | Bronze              |
| Masculino | Hungria | Itália | Sérvia e Montenegro |

### Feminino

#### Saltos Ornamentais
| Evento:       | Ouro:                        | Pontos | Prata:                              | Pontos | Bronze:                                         | Pontos |
| Individual:   |                              |        |                                     |        |                                                 |        |
| 1 m           | Irina Lashko                 | 299.97 | Conny Schmalfuss                    | 296.13 | Blythe Hartley                                  | 291.33 |
| 3 m           | Guo Jingjing                 | 617.94 | Julia Pakhalina                     | 611.58 | Minxia Wu                                       | 589.80 |
| 10 m          | Émilie Heymans               | 597.45 | Lao Lishi                           | 595.56 | Li Na                                           | 563.43 |
| Sincronizado: |                              |        |                                     |        |                                                 |        |
| 3 m           | Guo Jingjing Minxia Wu China | 357.30 | Julia Pakhalina Vera Ilyina Rússia  | 321.24 | Paola Espinosa Laura Sanchez México             | 299.64 |
| 10 m          | Lao Lishi Li Ting China      | 344.58 | Loudy Tourky Lynda Dackiw Austrália | 323.34 | Evgenya Olshevskaya Svetland Timoshinina Rússia | 300.12 |

#### Maratona Aquática
| Evento: | Ouro:          | Tempo     | Prata:         | Tempo     | Bronze:        | Tempo     |
| 5 km    | Viola Valli    | 57.01.2   | Jana Pechanova | 57.03.9   | Britta Kamrau  | 59.06.4   |
| 10 km   | Viola Valli    | 1:59.49.9 | Angela Maurer  | 1:59.51.1 | Edith van Dijk | 1:59.53.0 |
| 25 km   | Edith van Dijk | 5:35.43.5 | Britta Kamrau  | 5:35.46.1 | Angela Maurer  | 5:35.46.5 |

#### Natação
| Evento:          | Ouro:               | Tempo         | Prata:                      | Tempo    | Bronze:               | Tempo    |
| Livre:           |                     |               |                             |          |                       |          |
| 50 m             | Inge de Bruijn      | 24.47         | Alice Mills                 | 25.07    | Libby Lenton          | 25.08    |
| 100 m            | Hanna-Maria Seppälä | 54.37         | Jodie Henry                 | 54.58    | Jenny Thompson        | 54.65    |
| 200 m            | Alena Popchanka     | 1:58.32       | Martina Moravcová           | 1:58.44  | Yang Yu               | 1:58.54  |
| 400 m            | Hannah Stockbauer   | 4:06.75       | Eva Risztov                 | 4:07.24  | Diana Munz            | 4:07.67  |
| 800 m            | Hannah Stockbauer   | 8:23.66 (CR)  | Diana Munz                  | 8:24.19  | Rebecca Cooke         | 8:28.45  |
| 1500 m           | Hannah Stockbauer   | 16:00.18 (CR) | Hayley Peirsol              | 16:09.64 | Jana Henke            | 16:10.13 |
| Costas:          |                     |               |                             |          |                       |          |
| 50 m             | Nina Zhivanevskaya  | 28.48 (CR)    | Ilona Hlaváčková            | 28.50    | Noriko Inada          | 28.62    |
| 100 m            | Antje Buschschulte  | 1:00.50       | Louise Ørnstedt Katy Sexton | 1:00.86  | Nenhuma               |          |
| 200 m            | Katy Sexton         | 2:08.74       | Margaret Hoelzer            | 2:09.24  | Stanislava Komarova   | 2:10.17  |
| Peito:           |                     |               |                             |          |                       |          |
| 50 m             | Xuejuan Luo         | 30.67         | Brooke Hanson               | 31.13    | Zoe Baker             | 31.37    |
| 100 m            | Xuejuan Luo         | 1:06.80       | Amanda Beard                | 1:07.42  | Leisel Jones          | 1:07.47  |
| 200 m            | Amanda Beard        | 2:22.99 (WR)  | Leisel Jones                | 2:24.33  | Hui Qi                | 2:25.78  |
| Borboleta:       |                     |               |                             |          |                       |          |
| 50 m             | Inge de Bruijn      | 25.84 (CR)    | Jenny Thompson              | 26.00    | Anna-Karin Kammerling | 26.06    |
| 100 m            | Jenny Thompson      | 57.96         | Otylia Jędrzejczak          | 58.22    | Martina Moravcová     | 58.24    |
| 200 m            | Otylia Jędrzejczak  | 2:07.56       | Eva Risztov                 | 2:07.68  | Yuko Nakanishi        | 2:08.08  |
| Medley:          |                     |               |                             |          |                       |          |
| 200 m            | Yana Klochkova      | 2:10.75       | Alice Mills                 | 2:12.75  | Yafei Zhou            | 2:12.92  |
| 400 m            | Yana Klochkova      | 4:36.74       | Eva Risztov                 | 4:37.39  | Beatrice Caslaru      | 4:41.86  |
| Revezamento:     |                     |               |                             |          |                       |          |
| 4 x 100 m Livre  | Estados Unidos      | 3:38.09       | Alemanha                    | 3:38.73  | Austrália             | 3:38.83  |
| 4 x 200 m Livre  | Estados Unidos      | 7:55.70 (CR)  | Austrália                   | 7:58.42  | China                 | 7:58.53  |
| 4 x 100 m Medley | China               | 3:59.89 (CR)  | Estados Unidos              | 4:00.83  | Austrália             | 4:01.37  |

#### Nado Sincronizado
| Evento: | Ouro:                                        | Pontos | Prata:                           | Pontos | Bronze:                             | Pontos |
| Solo    | Virginie Dedieu França                       | 99.251 | Anastasia Ermakova Rússia        | 97.417 | Gemma Mengual Espanha               | 97.334 |
| Dueto   | Anastasia Davydova Anastasia Ermakova Rússia | 99.084 | Miya Tachibana Miho Takeda Japão | 98.084 | Gemma Mengual Paola Tirados Espanha | 96.667 |
| Equipes | Rússia                                       | 99.500 | Japão                            | 98.333 | Estados Unidos                      | 97.500 |

#### Pólo Aquático
| Evento   | Ouro           | Prata  | Bronze |
| Feminino | Estados Unidos | Itália | Rússia |